# Empty World Excursion
Empty World Excursion – pierwszy album grupy ShamRain, wydany w sierpniu 2003 roku.

## Lista utworów
1. Statues – 03:45
2. Fail – 04:23
3. Pieces – 05:14
4. Drifter – 06:52
5. Withdraw – 04:34
6. Sound Asleep – 04:58
7. Into Distance – 07:34
8. Funeral – 07:14
9. Dispensable – 07:23